# Franc-maçonnerie au Maroc
La franc-maçonnerie au Maroc  s'est implantée depuis  la fin du XIXe siècle , notamment par l'action de commerçants européens

## Histoire
La franc-maçonnerie existe depuis la fin du XIXe siècle au Maroc.
En 1912, alors que le protectorat s’installe, on n’y compte une trentaine de loges loges francophones : « La Nouvelle Volubilis » (fondée à Tanger, en 1891) et « Le phare de la Chaouia » (fondée à Casablanca, en 1907).
En 1918, la fin de la Grande Guerre étant espérée, huit francs-maçons fondent le premier Chapitre, au Maroc.
La qualité de franc-maçon de Moulay Abd al-Hafid — sultan du Maroc : de 1908 à 1912 — est sûre. C'est après avoir abdiqué en faveur de son frère, Moulay Youssef (père de Mohamed V, grand-père d’Hassan II et arrière-grand-père de Mohamed VI, l’actuel souverain du Maroc) qu'il est initié vers la fin de 1920 à Madrid, au sein de la loge « Union hispano-américaine » no 379 du Grand Orient espagnol (es). Il demande son affiliation en février 1927, au sein de la loge « Plus Ultra » no 452 de la Grande Loge de France, à l’Orient de Paris, alors qu’il est affilié à la loge « Jean-Jacques Rousseau » du GODF, à l’Orient de Montmorency (Val-d'Oise).
En 1939, on compte 29 loges francophones, les loges hispanophones du protectorat espagnol et de Tanger ayant été décimées par Franco.
Le 15 juin 2000, allumage des feux de la « Grande Loge du Royaume du Maroc », à Marrakech, sous les auspices de la Grande Loge nationale française par Emile H. Ouaknine.

## Situation obédientielle
Depuis les années 2000, plusieurs obédiences et quelques ateliers indépendants ont vu le jour et la franc-maçonnerie marocaine, faible numériquement, est très divisée et en permanente évolution. Le paysage maçonnique marocain, très instable, semble se composer en 2012 comme suit :
- La Grande Loge Mixte du Maroc (GLMM) créée en 2018.
- La Grande Loge du Maroc (GLM) obédience masculine organisatrice du CLIPSAS 2012. La GLM dispose d'ateliers supérieurs[9].
- La Grande Loge Régulière du Royaume du Maroc (GLRRM), reconnue par la Grande Loge unie d'Angleterre[10],[11].
- La Grande Loge Unie du Maroc (GLUM), membre de la Confédération des grandes loges unies d'Europe.
- La Grande Loge Nationale Marocaine (GLNM). La GLNM est une obédience masculine qui pratique le REAA et entretient des relations d'amitié et de fraternité avec des obédiences régulières d'Europe et de la méditerranée. La GLNM est membre de la Confédération des Grandes Loges de l'Europe et de la Méditerranée. Le Suprême Conseil du Maroc (SCDM) crée en 1977 est à la Grande Loge Nationale Marocaine depuis 2016.